# صبير رملي
صبير رملي (الاسم العلمي:Opuntia arenaria) هو نوع من النباتات يتبع جنس الصبير من الفصيلة الصبارية.